# Document Message

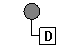
Symbol für Entwurfsmuster Document Message (Dokumentnachricht)

Document Message (von englisch document ‚Dokument‘ und message ‚Nachricht‘)  ist ein Entwurfsmuster in der Softwarearchitektur und -entwicklung aus der Kategorie Nachrichtenaufbau (Message Construction) im Werk Enterprise Integration Patterns von Gregor Hohpe und Bobby Woolf.

## Erläuterung

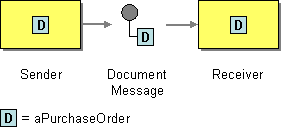
Übermitteln von Daten mit Hilfe einer Document Message (Dokumentnachricht)

Wen eine Anwendung Daten an eine andere übermitteln möchte, könnte sie das mit einem Dateitransfer oder einer gemeinsamen Datenbank bewerkstelligen. Diese Ansätze haben allerdings ihre Defizite. Die Übertragung funktionierte mit einer Nachrichtenübermittlung möglicherweise besser. Eine Datenstruktur kann mit einer Dokumentnachricht (Document Message) zuverlässig zwischen Anwendungen übertragen werden.

## Verwendungsbeispiel
Im folgenden Beispiel in Java wird die DSL von Apache Camel verwendet, das auf den Enterprise Integration Patterns basiert.
```
package
 
org.wikipedia.de.eip.message.construction
;

import static
 
java.lang.System.out
;

import
 
javax.swing.text.BadLocationException
;

import
 
javax.swing.text.PlainDocument
;

import
 
javax.swing.text.StringContent
;

import
 
org.apache.camel.Message
;

import
 
org.apache.camel.builder.RouteBuilder
;

import
 
org.apache.camel.impl.DefaultCamelContext
;

class
 
DocumentMessageSample
 
{

	
private
 
static
 
DefaultCamelContext
 
cc
 
=
 
new
 
DefaultCamelContext
();

	
public
 
static
 
void
 
main
(
 
final
 
String
...
 
args
 
)
 
throws
 
Exception
 
{

		
final
 
StringContent
 
text
 
=
 
new
 
StringContent
();

		
text
.
insertString
(
 
0
,
 
"*** containing document ***"
 
);

		
final
 
PlainDocument
 
doc
 
=
 
new
 
PlainDocument
(
 
text
 
);
 
// Document

		
cc
.
setName
(
 
"Document Message Sample"
 
);

		
cc
.
addRoutes
(
 
new
 
RouteBuilder
()
 
{

			
@Override

			
public
 
void
 
configure
()
 
{

				
from
(
 
"timer:start?repeatCount=1"
 
)
 
// EIP Sender

						
.
log
(
 
"Sending..."
 
)

						
.
process
().
message
(
 
m
 
->
 
m
.
setBody
(
 
doc
 
)
 
)

						
.
process
().
message
(
 
m
 
->
 
print
(
 
"Sending Document"
,
 
m
 
)
 
)

						
.
to
(
 
"direct:receiver"
 
)
 
// EIP Receiver

						
.
setId
(
 
"Sender"
 
);

				
from
(
 
"direct:receiver"
 
)
 
// EIP Receiver

						
.
log
(
 
"Receiving..."
 
)

						
.
process
().
message
(
 
m
 
->
 
print
(
 
"Receiving Document"
,
 
m
 
)
 
)

						
.
setId
(
 
"Receiver"
 
);

			
}

		
}
 
);

		
cc
.
start
();

		
Thread
.
sleep
(
 
2000
 
);

		
cc
.
stop
();

		
cc
.
close
();

	
}
 
// main()

	
static
 
void
 
print
(
 
final
 
String
 
process
,
 
final
 
Message
 
m
 
)
 
{

		
try
 
{

			
final
 
PlainDocument
 
doc
 
=
 
(
PlainDocument
)
 
m
.
getBody
();
 
// Document packed in Message

			
out
.
printf
(
 
"%s %s: %s%n"
,
 
process
,
 
m
,
 
doc
.
getText
(
 
0
,
 
doc
.
getLength
()
 
)
 
);

		
}

		
catch
 
(
 
final
 
BadLocationException
 
e
 
)
 
{

			
e
.
printStackTrace
();

		
}

	
}
 
// print()

}
 
// DocumentMessageSample

```

### Ausgabe
```
...
11:55:00.042 [Camel (Document Message Sample) thread #0 - timer://start] INFO  Sender - Sending...
Sending Document Message: *** containing document content ***
11:55:00.045 [Camel (Document Message Sample) thread #0 - timer://start] INFO  Receiver - Receiving...
Receiving Document Message: *** containing document content ***
...

```

## Verwandte Muster
Andere Muster aus der Kategorie Nachrichtenaufbau (Message Construction) sind Message, Command Message, Event Message, Request-Reply, Return Address, Correlation Identifier, Message Sequence, Message Expiration und Format Indicator.
Weiter verwandte Muster sind Remote Procedure Invocation, File Transfer, Guaranteed Delivery, Point-to-Point Channel, Publish-Subscribe Channel, Request-Reply, Shared Database.